# コディ・ヘイ
コディ・ヘイ（英語: Cody Hay、1983年7月28日 - ）は、カナダブリティッシュコロンビア州出身の男性フィギュアスケート選手（ペア）。2010年バンクーバーオリンピックカナダ代表。パートナーは妻でもあるアナベル・ラングロワなど。

## 経歴
ブリティッシュコロンビア州のドーソン・クリークに生まれ、9歳のころスケートをはじめた。ノービス時代にはデイラン・ホフマンとペアを結成し、2003-2004年シーズンよりISUジュニアグランプリに参戦するなどしたが、2004-2005年シーズンをもってペアを解散。新たにアナベル・ラングロワとペアを結成した。
2007年世界フィギュアスケート選手権10位。
2007-2008年シーズン、地元カナダで開催されたスケートカナダでは4位、2戦目のNHK杯では5位となったが、2008年カナダ選手権では初優勝を飾った。
2008-2009シーズンはラングロワの怪我により、試合に出場することができなかった。2009-2010シーズン、カナダ選手権で2位となりバンクーバーオリンピックの出場。ショートプログラムとフリースケーティングの両方でパーソナルベストを更新する演技を披露し、目標である10位以内の成績を収めた。シーズン終了後、ラングロワの引退によりペアを解消した。
2013年3月28日、ラングロワとの間に女児が誕生した。

## 主な戦績
| 大会/年            | 2005-06 | 2006-07 | 2007-08 | 2009-10 |
| ------------------ | ------- | ------- | ------- | ------- |
| 冬季オリンピック   |         |         |         | 9       |
| 世界選手権         |         | 10      | 8       | 10      |
| 四大陸選手権       | 6       | 7       |         |         |
| カナダ選手権       | 4       | 3       | 1       | 2       |
| GPスケートカナダ   | 4       |         | 4       | 4       |
| GPNHK杯            |         |         | 5       |         |
| GPロシア杯         |         | 棄権    |         |         |
| GPスケートアメリカ |         | 4       |         |         |
| ネーベルホルン杯   |         |         |         | 3       |
| シェーファー記念   | 2       |         |         |         |

| 大会/年             | 2003-04 | 2004-05 |
| ------------------- | ------- | ------- |
| カナダ選手権        |         | 5 J     |
| JGPクールシュヴェル |         | 7       |
| JGPクロアチア杯     | 5       |         |
| JGPソフィア杯       | 5       |         |

### 詳細
| 2009-2010 シーズン  |                                                    |          |           |           |
| 開催日              | 大会名                                             | SP       | FS        | 結果      |
| 2010年3月23日-24日  | 2010年世界フィギュアスケート選手権（トリノ）       | 12 54.40 | 10 100.32 | 10 154.72 |
| 2010年2月14日-15日  | バンクーバーオリンピック（バンクーバー）           | 7 64.20  | 9 115.77  | 9 179.97  |
| 2010年1月15日-16日  | カナダフィギュアスケート選手権（ロンドン）         | 1 65.47  | 2 117.95  | 2 183.42  |
| 2009年11月20日-21日 | ISUグランプリシリーズ スケートカナダ（キッチナー） | 4 55.52  | 4 104.43  | 4 159.95  |
| 2009年9月24日-25日  | 2009年ネーベルホルン杯（オーベルストドルフ）       | 3 57.48  | 5 98.13   | 3 155.61  |

| 2007-2008 シーズン     |                                                        |         |          |          |
| 開催日                 | 大会名                                                 | SP      | FS       | 結果     |
| 2008年3月17日-23日     | 2008年世界フィギュアスケート選手権（ヨーテボリ）       | 9 59.43 | 7 105.24 | 8 164.67 |
| 2008年1月16日-20日     | カナダフィギュアスケート選手権（バンクーバー）         | 1 62.73 | 2 112.28 | 1 175.01 |
| 2007年11月29日-12月2日 | ISUグランプリシリーズ NHK杯（仙台）                    | 5 54.24 | 4 91.09  | 5 145.33 |
| 2007年11月1日-4日      | ISUグランプリシリーズ スケートカナダ（ケベックシティ） | 4 53.98 | 4 102.69 | 4 156.67 |

| 2006-2007 シーズン  |                                                              |          |          |           |
| 開催日              | 大会名                                                       | SP       | FS       | 結果      |
| 2007年3月19日-25日  | 2007年世界フィギュアスケート選手権（東京）                   | 13 55.96 | 9 104.05 | 10 160.01 |
| 2007年2月7日-10日   | 2007年四大陸フィギュアスケート選手権（コロラドスプリングス） | 5 56.15  | 7 96.11  | 7 152.26  |
| 2007年1月15日-21日  | カナダフィギュアスケート選手権（ハリファックス）             | 3 55.36  | 2 107.63 | 3 162.99  |
| 2006年10月26日-29日 | ISUグランプリシリーズ スケートアメリカ（ハートフォード）     | 3 55.86  | 4 97.77  | 4 153.63  |

| 2005-2006 シーズン  |                                                              |         |          |          |
| 開催日              | 大会名                                                       | SP      | FS       | 結果     |
| 2006年1月23日-29日  | 2006年四大陸フィギュアスケート選手権（コロラドスプリングス） | 4 50.98 | 6 92.24  | 6 143.22 |
| 2006年1月9日-15日   | カナダフィギュアスケート選手権（オタワ）                     | 2 56.70 | 5 101.66 | 4 158.36 |
| 2005年10月27日-30日 | ISUグランプリシリーズ スケートカナダ（セントジョンズ）       | 4 51.68 | 5 91.08  | 4 142.76 |
| 2005年10月12日-16日 | 2005年カールシェーファーメモリアル（ウィーン）               | 2 50.92 | 3 90.37  | 2 141.29 |

| 2004-2005 シーズン |                                                            |         |         |          |
| 開催日             | 大会名                                                     | SP      | FS      | 結果     |
| 2005年1月17日-23日 | カナダフィギュアスケート選手権（ロンドン）                 | 6 37.36 | 2 74.58 | 5 111.94 |
| 2004年8月26日-29日 | ISUジュニアグランプリ クールシュヴェル（クールシュヴェル） | 5 44.30 | 7 65.59 | 7 109.89 |

| 2003-2004 シーズン  |                                                |    |    |      |
| 開催日              | 大会名                                         | SP | FS | 結果 |
| 2003年10月22日-26日 | ISUジュニアグランプリ クロアチア杯（ザグレブ） | 5  | 5  | 5    |
| 2003年9月11日-14日  | ISUジュニアグランプリ ソフィア杯（ソフィア）   | 5  | 5  | 5    |

## プログラム使用曲
| シーズン  | SP                                          | FS                                                |
| --------- | ------------------------------------------- | ------------------------------------------------- |
| 2009–2010 | 魅惑のワルツ 作曲：フィリッポ・マルケッティ | グランド・キャニオン 作曲：ファーディ・グローフェ |